# Parrocchia di Jackson
La parrocchia di Jackson (in inglese Jackson Parish) è una parrocchia dello Stato della Louisiana, negli Stati Uniti. La popolazione al censimento del 2000 era di 15 397 abitanti. Il capoluogo è Jonesboro.
La parrocchia è conosciuta anche come Sunshine Parish ("la parrocchia dove splende il sole").

## Geografia
La parrocchia si trova nel nord dello Stato. Si tratta di un territorio rurale, ricco di laghi e corsi d'acqua. Nella parrocchia si trova il parco nazionale Jimmie Davis.

### Parrocchie confinanti
- Parrocchia di Lincoln - nord
- Parrocchia di Ouachita - nord-est
- Parrocchia di Caldwell - sud-est
- Parrocchia di Winn - sud
- Parrocchia di Bienville - ovest

## Storia
La parrocchia fu creata nel 1845 a partire dalle parrocchie di Claiborne, Ouachita e Union. Fu chiamata così in onore del presidente Andrew Jackson.

## Comuni[5]

### Towns
- Chatham
- Eros
- Jonesboro (capoluogo)

### Villages
- East Hodge
- Hodge
- North Hodge
- Quitman